# Evelinn Trouble

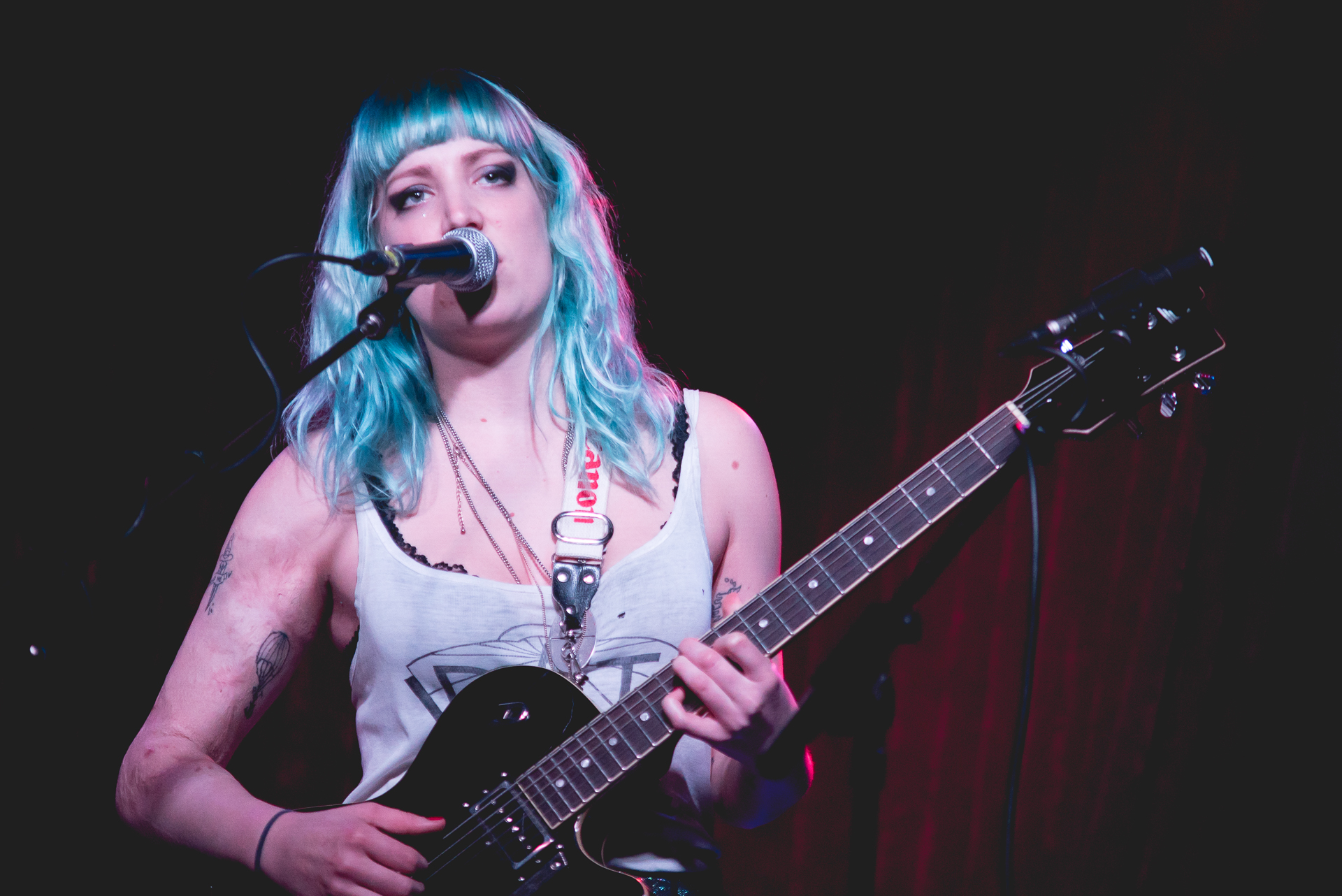
Evelinn Trouble (2015)

Evelinn Trouble (* 1989 in Zürich als Linnéa Racine) ist eine Schweizer Pop-Sängerin und Songwriterin.

## Leben
Evelinn Trouble wuchs in Zürich auf und ging dort bis 2007 zur Schule. Ihr Vater ist Architekt und ihre Mutter die Jazz-Musikerin Marianne Racine, die ihr bereits früh Klavier spielen beibrachte. Mit elf Jahren bekam Linnéa ihre erste E-Gitarre, später gründete sie ihre erste Band Lorry. Mit siebzehn Jahren legte sie sich den Namen Evelinn Trouble zu und nahm im Alleingang ihr Debütalbum auf. Nach der Schule arbeitete sie als freischaffende Sängerin und Songwriterin, war mit der früheren Indie-Rockband Fisher von Sophie Hunger auf Tour und Gastsängerin bei Rapper Stress. Sie lebte viereinhalb Jahre in London und Berlin, bevor sie sich in Basel niederliess, wo ihre EP Hope Music entstand.

## Werk

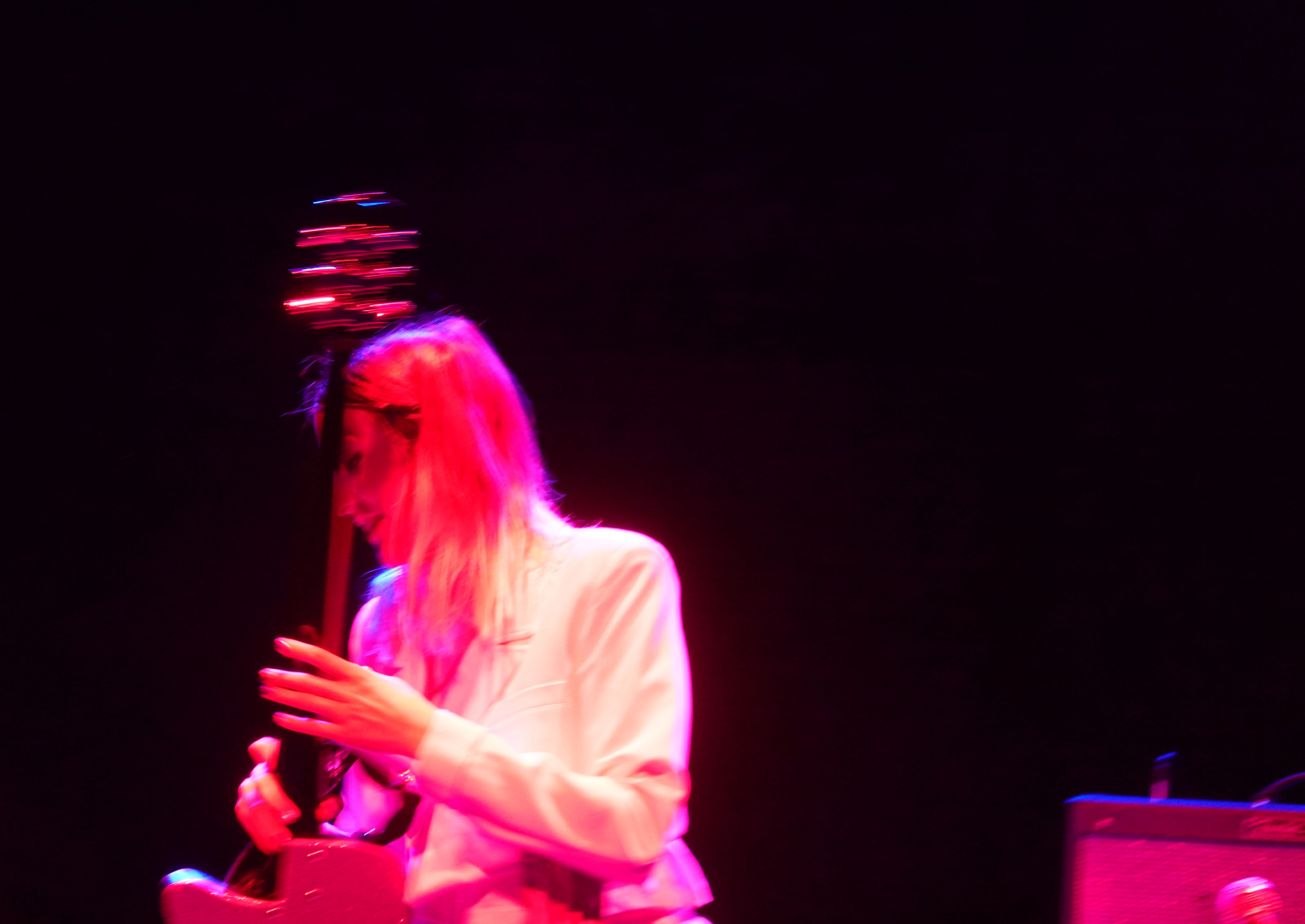
Evelinn Trouble, 2023 am Festival Brücke Zürich-Tbilissi in Georgien.

Ihr erstes Album, für das sie sämtliche Instrumente selber einspielte, veröffentlichte sie 2007 als ihre Maturaarbeit. Seit 2007 ist Evelinn Trouble in verschiedenen Bandformationen im In- und Ausland unterwegs. 2017 wurde sie mit dem Förderpreis des Kantons Zürich geehrt. 2018 gewann Linnéa den Schweizer Musikpreis des Bundesamtes für Kultur. 2020 veröffentlichte sie im Zuge der Black-Lives-Matter-Bewegung ihre Single Fools. Die Einnahmen flossen vollumfänglich an die Allianz gegen Racial Profiling in der Schweiz und an den NAACP Legal Defense Fund in den USA. Das Album Longing Fever (2021) produzierte sie selbst.

## Diskografie

### Alben
- Arbitrary Act (Irascible, 2007)
- Television Religion (Chop Records, 2011)
- The Great Big Heavy (Bakara Music, 2013)
- Arrow Head (Bakara Music, 2015)
- Longing Fever (Mouthwatering Records, 2021)

### Minialbum
- Monstrous (2018)

### Singles
- Fools (Digital Album)